# Udžarski rajon
Udžarski rajon (azerski: Ucar rayonu) je jedan od 66 azerbajdžanskih rajona. Udžarski rajon se nalazi u središtu Azerbajdžana. Središte rajona je Udžar. Površina Udžarskog rajona iznosi 850 km². Udžarski rajon je prema popisu stanovništva iz 2009. imao 78.135 stanovnika, od čega su 38.752 muškarci, a 39.383 žene.
Udžarski rajon se sastoji od 29 općina.